# Марія Шварнівна
Марія Шварнівна (бл. 1158 — 19 березня 1205/1206) — велика княгиня київська та володимирська, меценатка та благодійниця. Дружина великого князя київського та  володимирського Всеволода III Юрійовича.

## Походження
Стосовно походження Марії точаться багаторічні дискусії. Частина вчених спирається на розвідки російського дослідника Миколи Карамзіна, який називає її Марією Ясинею. Втім, у жодному руському літописі Марію не названо «Ясинею», тобто аланкою (осетинкою). На Русі одружених жінок було прийнято іменувати по чоловікові. Марія по Всеволоду звалася Всеволожа, так її вперше згадує Іпатіївський літопис під 1176 роком. Перший Новгородський літопис називає її «Марія Всеволожа Шварнівна, донька князя Чеського». Тверський літопис під 1206 роком повідомляє, що чернечий постриг прийняла «велика княгиня Всеволожа Марія, донька Шварлова чеського», причому хрещена вона була у Владимирі-на-Клязмі, а «приведена з Чех нехрещеною». Володимирський літописець (створювався в княжому оточенні) називає Марію донькою «князя Чеського».
Прихильники яського (аланського) походження Марії спираються на Іпатіївський літопис, де зазначено, що молодша сестра Марії, яка вступила в шлюб з Мстиславом Святославичем, названа «Ясиня». Проте шлюб Марії (до 1176 року) і Марфи Ясині (1182 рік) розділяють як мінімум 6 років. На цій підставі відомі дослідники давньої Русі А. Ф. Литвина і Ф. Б. Успенський вважають, що Марія і Марфа були народжені від різних дружин. Крім того, показовим є те, що Марфа Ясиня, на відміну від Марії та її сестри Олени, ніде не названа по батькові — Шварнівна.
Більш правдоподібною є версія, що батьком Марії був представник знатного роду з білих хорватів (яких у Києві з давен називали чехами за спорідненість з останніми) Шварно Жирославич[джерело?]. Або його предки перебралися до Києва після шлюбів великого князя Володимира Великого. На той час вони лише зберегли згадку про своє походження, перетворившись на київських бояр. Він очолював оборону Києва від військ Юрія Долгорукого. Після перемоги вимушений був підкоритися останньому. Шлюб сина Долгорукого — Всеволода — з представницею впливового київського боярства ймовірно відбувся з метою зміцнення влади Юрія у Києві. На відміну від цього, шлюб з аланською княжною не надавав якогось політичного зиску, оскльки на той час алани вже зазнали поразок від половців.

## Життєпис
Народилася близько 1158 року. У 1173 році на нетривалий час Всеволод Юрійович зайняв київський трон. Ймовірно невдовзі відбувся шлюб Марії з великим князем. Проте того ж року вона разом з чоловіком вимушена була залишити Київ. У 1176 році стає великою княгинею владимирською. Займалася облаштуванням княжого подвір'я та господарства, звела терем для себе, сестер і дочок. В цей час синів у неї ще не було. При цьому велика княгиня протегувала книгам, наукам і мистецтвам, відрізнялася благочестям і мудрістю, багато прикрашала церкви.
Після народження сина Івана 1197 року стала часто хворіти (далися взнаки часті пологи). У 1200 році ініціювала фундацію Успенського (Княгининого) монастиря у Володимирі-на-Клязьмі. Точна дата смерті Марії невідома: в різних літописах вказано 1205 або 1206 рік. Знано, що постриглася у черниці 1 березня, взявши ім'я Марфа, а 19 березня померла. Похована в церкві св. Богородиці Успенського собору монастиря. Надалі канонізована.

## Родина
Чоловік — Всеволод Юрійович, великий князь Київський у 1173 році, та великий князь Володимирський у 1176—1212 роках. Діти:
- Збислава (1178 — ?),
- Верхуслава (Антонія/Анастасія) — дружина Ростислава Рюриковича,
- Костянтин (1186—1218) — князь новгородський, ростовський і Володимирський,
- Всеслава (д/н—після 1206) — дружина Ростислава Ярославича Сновського,
- Борис (?—1188),
- Гліб (?—1188),
- Юрій (1188—1238) — великий князь Володимирський,
- Олена (д/н—1203/1205),
- Ярослав (1191—1246) — великий князь Володимирський,
- Володимир (1192—1227) — князь Стародубський,
- Святослав (1196—1252) — великий князь Володимирський,
- Іван (1197—1247) — князь Стародубський.